# Leonid Spirin
Leonid Vasiljevič Spirin (rusky Леонид Васильевич Спирин; 21. června 1932 Žavoronki – 23. února 1982) byl sovětský atlet, chodec, olympijský vítěz v chůzi na 20 km z roku 1956.

## Sportovní kariéra
Stal se vítězem při olympijské premiéře závodu na 20 km chůze v Melbourne v roce 1956, kde na stupních vítězů stáli pouze závodníci SSSR, kromě Spirina stříbrný Antanas Mikėnas a bronzový Bruno Junk. Na mistrovství Evropy ve Stockholmu o dva roky později získal Spirin v závodě na 20 km chůze stříbrnou medaili za Britem Vickersem. 